# Київська дитяча школа мистецтв імені Стефана Турчака
Київська дитяча школа мистецтв ім. С. Турчака — дитячий мистецький навчальний заклад м. Києва. Носить ім'я видатного українського диригента Степана Турчака.

## Історія
Заснована в 1968 році як дитяча мистецька школа № 18.
З 1995 року — дитяча школа мистецтв імені Стефана Турчака.

## Сьогодення
Школа розташована в 3-х поверховому навчальному корпусі (побудовано в 1995 році). Має 28 навчальних класів для індивідуальних та теоретичних занять, 2 хореографічних класи, хоровий клас.
Школа має концертну залу на 240 місць та малу залу для академічних концертів. Контингент школи складає 460 учнів, які навчаються по 17 спеціальностях в класах фортепіано, скрипки, віолончелі, баяна, акордеона, бандури, гітари, домри, балалайки, флейти, ударних інструментів, естрадного вокалу, академічного вокалу, бальних танців, народних танців, театру, образотворчого мистецтва.

## Структура
У школі створені відділи:
- фортепіанний відділ;
- народних інструментів;
- театральний відділ;
- художній відділ;
- вокально-хоровий відділ;
- відділення хореографії (народні та бальні танці);
- оркестрове відділення (струнно-смичкові та духові інструменти).

Успішно працюють групи самооплатності для дітей віком від 3-х до 6 років в яких навчаються 180 учнів.

## Педагогічний колектив
- Єрошевський Микола Йосипович — директор школи, заслужений діяч мистецтв України, викладач-методист вищої категорії, відомий музичний і громадський діяч, член Президії Ради директорів шкіл естетичного виховання міста Києва, голова художньої Ради Київської дитячої філармонії, режисер-постановник концертів КДФ.

- Алла Петрівна Рожок — заступниця директора, заслужений працівник культури України, викладач-методистка вищої категорії, керівниця хору молодших класів.